# Sporophila collaris
El semillero acollarado (Sporophila collaris), también denominado espiguero dominó, corbatita dominó (en Argentina y Paraguay) o gargantillo de collar (en Uruguay), es una especie de ave paseriforme de la familia Thraupidae perteneciente al numeroso género Sporophila. Es nativo del norte del Cono sur de Sudamérica.

## Distribución geográfica y hábitat
Se distribuye principalmente por el este del cono Sur. desde el oeste de Bolivia, centro y sureste de Brasil hacia el sur por Paraguay, hasta el centro de Argentina, sur de Brasil y Uruguay.
Esta especie es considerada bastante común en su hábitat natural: los pastizales altos y matorrales cercanos a humedales, por debajo de los 500 m de altitud.

## Descripción
Mide aproximadamente 10 cm de longitud. Los machos tienen las partes superiores de color pardo con las alas y cola de color negro con los bordes de las plumas claros. Su píleo y mejillas forman un capuchón negro como el collar que rodea su pecho. Su garganta es blanca y sus partes inferiores son de color canela. En cambio las hembras y los ejemplares jóvenes carecen de las manchas negras, tienen las partes de superiores de color pardo, las inferiores canela y la garganta blanquecina. Los machos jóvenes no adquieren el plumaje de adulto hasta la segunda muda.

## Alimentación
Se alimenta principalmente de granos.

## Reproducción
Anida en las ramas de los árboles y entre los arbustos al nido lo fabrican con raíces hojas y pastos,la hembra coloca de tres a cinco huevos los incuba de 12 a 14 días,son de color blanco y gris con manchitas marrones y o púrpuras con rayas pardas,los pichones salen alrededor de los 30 días.

## Sistemática

### Descripción original
La especie S. collaris fue descrita por primera vez por el naturalista neerlandés Pieter Boddaert en 1783 bajo el nombre científico Loxia collaris; su localidad tipo es: «Angola, error, enmendado para Río de Janeiro, Brasil».

### Etimología
El nombre genérico femenino Sporophila es una combinación de las palabras del griego «sporos»: semilla, y  «philos»: amante; y el nombre de la especie «collaris» del latín y significa ‘del cuello, del pescuezo’.

### Taxonomía
Los datos presentados por los amplios estudios filogenéticos recientes demostraron que la presente especie es hermana de Sporophila albogularis, el par formado por ambas es próximo de S. plumbea y el clado resultante es próximo del par formado por Sporophila falcirostris y S. schistacea.

### Subespecies
Según las clasificaciones del Congreso Ornitológico Internacional (IOC) y Clements Checklist/eBird v.2019 se reconocen tres subespecies, con su correspondiente distribución geográfica:
- Sporophila collaris ochrascens Hellmayr, 1904 – este de Bolivia (Beni) hasta el oeste de Brasil (norte de Mato Grosso al oeste de São Paulo)
- Sporophila collaris melanocephala (Vieillot), 1817 – Paraguay al oeste de Brasil (suroeste de Mato Grosso), Uruguay, hasta el centro de Argentina.
- Sporophila collaris collaris (Boddaert), 1783 – este de Brasil (sur de Goiás, Minas Gerais, Espírito Santo y Río de Janeiro).